# Bürkös zenekar
A Bürkös zenekar 1998-ban alakult Nagykállóban. A zenekar alapítói fontosnak tartották szűkebb hazájuk, a Nyírség és a megye folklórjának széles körű megismerését, gyűjtését és továbbítását. Ma már Magyarország több néptáncegyüttesének kísérőzenekaraként dolgoznak, koncertjeiken megszólalnak a Kárpát medence legszebb dallamai. Az elmúlt több mint húsz évben előadásaikkal nagy sikerrel szerepeltek hazánkban és külföldön egyaránt.

## Tagok

### Az alapító tagok
- Kerezsi Antal
- Kocsán Pál
- Erdei János

### Korábbi tagok
- Plajner Miklós
- Oláh Sándor
- Mózer Csaba
- Budai Antal

### A Bürkös zenekar jelenlegi tagjai
- Kerezsiné Kulcsár Annamária
- Kerezsi Antal
- Dezsőházi Tamás
- Horváth Norbert
- Palazsnik László
- Nagy Barna

## Néptáncegyüttesek, akiket kísértek, kísérnek
- Kállai Kettős Néptáncegyüttes
- Bodrog Néptáncegyüttes
- Hegyalja Népi Együttes
- Zemplén Néptáncegyüttes
- Igrice Néptáncegyüttes
- Kossuth Lajos Művelődési Központ Kamara Táncegyüttese
- Eördögh Forgó Néptáncegyüttes
- Szabolcs Néptáncegyüttes
- Nagykun Néptáncegyüttes
- Belencéres Néptáncegyüttes
- Békéscsabai Bartók Táncegyüttes
- Gödöllő Táncegyüttes
- Debreceni Népi Együttes
- Nyíregyházi Művészeti Szakközépiskola (Figurás, Kisfigurás)
- Bocskai Néptáncegyüttes
- Főnix Néptáncegyüttes
- Forrás Néptáncegyüttes
- Rákospalotai Szilas Néptáncegyüttes
- Kisliget Néptáncegyüttes

Jelenleg a debreceni Hajdú Táncegyüttes állandó kísérőzenekara.

## A Bürkös külföldön
- 2005 – Zacatecas (Mexikó): koncert
- 2006 – Málta: koncert
- 2008 – Tallinn (Észtország): a Magyar Köztársaság Kulturális Követei
- 2008 – Yalova, Isztambul (Törökország): koncert
- 2010 – Sao Paulo (Brazília), Buenos Aires (Argentína), Montevideo (Uruguay): koncert
- 2010 – Thessaloniki (Görögország) Nemzetközi Kiállítás és Vásár: koncert
- 2012 – athéni olimpiai város: koncert
- 2012 – Sarasota (Florida, USA), Washington: koncert
- 2013 – Sarasota (Florida, USA): koncert
- 2014 – Siilinjärvi (Finnország): a Bocskai néptáncegyüttes és a Bürkös zenekar közös műsora

## Díjak
- 2005 – Kállai Kettős Néptáncfesztivál: zenei nívódíj
- 2007 – Nagyvárad (Románia): Nemzetközi zenésztalálkozó és verseny – 2. díj
- 2008 – Szeged, Martin György Néptáncfesztivál: zenei nívódíj
- 2008 – Nagykálló: Nagykálló Kultúrájáért Díj
- 2014 – Balatonfüred: az Anna-bál prímásversenyén Dezsőházi Tamás I. hely
- 2019 – Hajdú-Bihar megyei Príma díj különdíja
- 2021 – Kerezsi Antal és Dezsőházi Tamás Magyar Arany Érdemkereszt
- 2021 – Bürkös Zenekar Szabolcs-Szatmár-Bereg megyei Príma díj

## Diszkográfia
- 2010 – Fogadd tőlünk, örök Atyánk
- 2011 – Címerünk a magyar szürke
- 2013 – Ezt a kerek erdőt járom én
- 2014 – Őseimről maradt